# Le Serviteur (film)
Pour les articles homonymes, voir Le Serviteur.
Pour plus de détails, voir Fiche technique et Distribution.
Le Serviteur (Слуга, Sluga) est un film soviétique réalisé par Vadim Abdrachitov, sorti en 1988,.

## Fiche technique
- Photographie : Denis Evstigneiev
- Musique : Vladimir Dachkevitch
- Décors : Oleg Potanin, Alexandre Tolkatchiov